# سینتیا (کاکتوس)
سینتیا  (نام علمی: Cintia) نام یک سرده از زیرخانواده کاکتوس‌واریان است.